# Reynaldo Solorzano
Reynaldo Solorzano – nikaraguański bokser, srebrny medalista igrzysk Ameryki Środkowej i Karaibów w San Juan z roku 1966.

## Kariera
W 1966 roku Quedo zajął drugie miejsce w kategorii koguciej na igrzyskach Ameryki Środkowej i Karaibów, które rozgrywane były w San Juan. W ćwierćfinale igrzysk pokonał reprezentanta Panamy Vica Cabralesa, wygrywając z nim przez nokaut. W półfinale Solorzano pokonał na punkty reprezentanta Dominikany Júlio Fortunato, awansując do finału. W finale rywalem Nikaraguańczyka był Wenezuelczyk Reyes Arráiz, który zwyciężył na punkty, zdobywając złoty medal.